# Shu shan zheng zhuan
Shu shan zheng zhuan (in cinese semplificato 蜀山传) è un film del 2001, diretto da Tsui Hark.

## Trama
Sulle montagne sacre di Zu vive un gruppo di guerrieri con poteri sovrumani che combattono eternamente contro il male, si uniranno nel tentativo di annientare le forze oscure pronte all'attacco. Trama senza tempo che attinge a piene mani dalla antica cultura mitologica cinese.